# Paradox (gruppo musicale tedesco)
I Paradox sono un gruppo Thrash metal formato nel 1986 a Würzburg in Germania dal cantante e chitarrista Charly Steinhauer e dal batterista Axel Blaha. Il bassista Roland Stahl e il chitarrista Markus Spyth entrarono nel gruppo nel febbraio del 1986.

## Storia del gruppo

### Gli inizi (1986-1989)
Una demo fu registrata nel luglio del 1986, e subito attirò l'attenzione della Roadrunner Records che fece firmare alla band un contratto mondiale nel novembre del 1986 stesso. 
La seconda demo (Mystery, registrata nel 1987) venne eletta come "Demo dell'anno" dalla stampa e la canzone "Pray To The Gods Of Wrath" fu scelta come canzone di apertura del disco "Teutonic Invasion part 1".
L'album di debutto "Product of Imagination" venne registrato nel maggio del 1987 e venne pubblicato nell'ottobre dello stesso anno via Roadrunner Records. "Product of Imagination" ricevette consensi positivi da parte della critica e venne votato come "LP del mese" da Rock Hard, "Miglior debutto Tedesco sin dagli Helloween" da Metal Hammer, alti voti dalla rivista Giapponese Burrn!, "Ecco i nuovi Metallica" da Kerrang! e "Miglior nuovo gruppo dalla Germania" da BRAVO e da Musikereypress.
Seguirono numerosi concerti da supporto a gruppi come Drifter, Overkill, Tankard e Helloween, e la band fu accolta molto bene al festival "Dynamo Open Air 88" a Eindhoven e al "Festa Avante" a Lisbona.
Nell'Ottobre del 1988 Roland Stahl lasciò la band e venne sostituito da Matthias "Kater" Schmitt. Dieter Roth entrò nel gruppo sostituendo Markus Spyth, che lasciò la band nel dicembre del 1988.
Il gruppo cominciò a registrare il secondo album "Heresy" nel gennaio del 1989 a Berlino, e successivamente nel novembre dello stesso anno fu pubblicato in tutto il mondo via Roadrunner Records. L'album ebbe grande successo, soprattutto in Giappone. Anche in Germania e nel resto dell'Europa (soprattutto in Italia e Grecia) la critica fu molto positiva. Kai Pasemann entrò nel gruppo nel novembre del 1989 al posto di Dieter Roth. Presto però la band si fermò per molti anni al seguito di numerosi cambi nella formazione e di diverbi con l'etichetta discografica.

### La ripresa e la nuova caduta (1999-2001)
Dopo 10 anni numerose case discografiche pressarono Charly Steinhauer per riformare i Paradox: questo si realizzò, e lo stesso Charly Steinhauer riattivò la band con il chitarrista Kai Pasemann, il bassista Oliver Holzwarth e il batterista Alex Holzwarth. Nell'Agosto del 1999 la band tornò con una furiosa performance al "Wacken Open Air" e nel novembre cominciarono le registrazioni per il terzo album, intitolato Collision Course. Nel maggio del 2000 la band firmò per la AFM-Records, su cui venne pubblicato Collision Course nell'Agosto dello stesso anno. Nuovamente l'album ricevette consensi da ogni parte del mondo, ma la band sfortunatamente non riuscì ad andare in tour.
Charly Steinhauer ebbe molti problemi personali dovuti alla morte di numerose persone della sua famiglia (moglie, padre, nonna). Questi lutti portarono problemi di tipo fisico al frontman che lo portarono addirittura quasi alla morte. Tutte le attività con i Paradox vennero quindi accantonate.

### La nuova ripresa (2005-oggi)
Nel novembre del 2005 Charly Steinhauer superò i suoi problemi fisici e decise di chiamare con sé di nuovo Kai Pasemann per riformare i Paradox. Il secondo ritorno della band fu assolto al "Keep It True VI" festival nell'Aprile del 2006 dopo 5 anni di astinenza da ogni concerto. Dopo un viaggio in Slovenia avvenne un altro cambio di formazione, che vede ora stabile Roland Jahoda alla batteria e Olly Keller al basso. 
Nel gennaio del 2008 la band ha pubblicato l'album Electrify"via AFM-Records. L'album ricevette nuovamente buoni responsi da parte della critica. 
La band ha pubblicato il 16 ottobre il nuovo album Riot Squad su AFM-Records.
. Il 3 Giugno 2016 Viene pubblicato Pangea. L'ottavo album in studio dei Paradox e l'attesissimo sequel di Heresy, intitolato Heresy II – End of a Legend,  è uscito nel settembre 2021. Il 13 gennaio 2024  i Paradox hanno annunciato il loro nuovo album mysterium. inizialmente l'uscita era prevista entro il 2024 ma, tramite un post su facebook, la band ha annunciato che l'uscita dell'album è stata rimanda al marzo del 2025.

## Discografia
- 1987 - Product of Imagination
- 1989 - Heresy
- 2000 - Collision Course
- 2008 - Electrify
- 2009 - Riot Squad
- 2012 - Tales Of The Weird
- 2016 - Pangea
- 2021 - Heresy II – End of a Legend
- 2025 Mysterium

## Formazione

### membri attuali
- Charly Steinhauer - voce, chitarra
- Tilen Hudrap - basso
- Christian Münzner – chitarra

### ex
| 1986-1988            | Roland Stahl - basso                     |
| 1986-1989            | Markus Spyth - chitarra                  |
| 1986-1989, 2016-2023 | Axel Blaha - batteria (deceduto il 2023) |
| 1988-1989            | Matthias Schmidt - basso                 |
| 1989                 | Dieter Roth - chitarra                   |
| 1999-2002            | Oliver Holzwarth - basso                 |
| 1999-2002, 2005-2010 | Kai Pasemann - chitarra                  |
| 1999-2002            | Alex Holzwarth - batteria                |
| 2002                 | Stefan Schwarzmann - batteria            |
| 2002                 | Armin Donderer - basso                   |
| 2005-2006            | Andi Siegl - basso                       |
| 2005-2006            | Chris Weiß - batteria                    |
| 2005-2006            | Fabian Schwarz - chitarra                |
| 2007-2010, 2010-2012 | Roland Jahoda - batteria                 |
| 2010-2011, 2014-2016 | Gus Drax - chitarra                      |
| 2012-2014            | Daniel Buld - batteria                   |
| 2013-2014            | Tommy Kittsteiner Calvanese - basso      |
| 2015-2020            | Tilen Hudrap - basso                     |